# Augusto Fernández (motociclista)
Augusto Fernández Guerra (Madrid, España, 23 de septiembre de 1997) es un piloto de motociclismo español. Fue campeón del Campeonato del Mundo de Motociclismo de Moto2 en 2022 con el equipo Red Bull KTM Ajo y dio el salto a la categoría reina de MotoGP en 2023, donde compitió durante dos temporadas con el equipo GasGas Factory Racing Tech3. En 2025 es piloto probador de Yamaha para el desarrollo de la Yamaha YZR-M1 de MotoGP.

## Biografía
Fernández hizo su debut en el Campeonato del Mundo de Moto2 en 2017, cuando corrió el Gran Premio de Italia sustituyendo a Axel Bassani en el equipo Speed Up Racing. Reemplazo a Bassani por el resto de la temporada, anotando puntos en las dos últimas carreras de la temporada.
En 2018, Fernández estaba disputando el FIM CEV Moto2 European Championship hasta que recibió el llamado del Pons HP40 para reemplazar a Héctor Barberá despedido del equipo tras dar positivo en un control de alcoholemia, en el Gran Premio de Cataluña. Después de su buena actuación en Cataluña, el Pons HP40 confirmó a Fernández hasta el final de la temporada. Fernández logró tres top ten en la recta final de la temporada, consiguiendó su mejor resultado hasta ese momento al terminar en la cuarta posición en el Gran Premio de Australia en donde además consiguió la vuelta rápida.
En 2019, Fernández fue confirmado como el segundo piloto del Flexbox HP40. Consiguió su primer podio en el mundial al terminar tercero en el Gran Premio de España, repitiendo podio en el siguiente gran premio en Francia. Además en esa temporada consiguió su primera victoria en Assen, repitiendo victoria en Gran Bretaña y en San Marino. Así terminó la temporada en quinto lugar del campeonato con tres victorias y cinco podios.
Para 2020, firma como piloto del Elf Marc VDS Racing Team donde a pesar de no lograr ningún podio finaliza en seis ocasiones en el top ten y termina decimotercero del campeonato.
En 2021 continúa como piloto en el Elf Marc VDS Racing Team y se asienta con regularidad en el podio durante la segunda parte de la temporada, logrando en total seis podios y finalizando quinto en el campeonato.
En 2022 cambia de equipo al firmar con el Red Bull KTM Ajo. Fernández se convirtió en el piloto más regular de la temporada y tras lograr cuatro victorias y nueve podios se convirtió en campeón del mundo de Moto2 por delante del piloto nipón Ai Ogura.

## Resultados

### FIM CEV Moto2 European Championship
(Carreras en negrita indica pole position, carreras en cursiva indica vuelta rápida)
| Temp. | 1     | 2     | 3     | 4     | 5     | 6   | 7   | 8   | 9   | 10  | 11  | Pos. | Pts. |
| ----- | ----- | ----- | ----- | ----- | ----- | --- | --- | --- | --- | --- | --- | ---- | ---- |
| 2017  | ALB 3 | CAT   | CAT   | VAL   | VAL   | EST | EST | JER | ARA | ARA | VAL | 20.º | 16   |
| 2018  | EST 2 | EST 2 | VAL 3 | CAT 2 | CAT 1 | ARA | ARA | JER | ALB | ALB | VAL | 4.º  | 101  |

### Campeonato del Mundo de Motociclismo
Sistema de puntuación de 1993 hasta 2022:
| Posición | 1.º | 2.º | 3.º | 4.º | 5.º | 6.º | 7.º | 8.º | 9.º | 10.º | 11.º | 12.º | 13.º | 14.º | 15.º |
| Puntos   | 25  | 20  | 16  | 13  | 11  | 10  | 9   | 8   | 7   | 6    | 5    | 4    | 3    | 2    | 1    |

Sistema de puntuación desde 2023 en adelante:
| Posición       | 1.º | 2.º | 3.º | 4.º | 5.º | 6.º | 7.º | 8.º | 9.º | 10.º | 11.º | 12.º | 13.º | 14.º | 15.º |
| Puntos         | 25  | 20  | 16  | 13  | 11  | 10  | 9   | 8   | 7   | 6    | 5    | 4    | 3    | 2    | 1    |
| Carrera sprint | 12  | 9   | 7   | 6   | 5   | 4   | 3   | 2   | 1   |      |      |      |      |      |      |

#### Por categoría
| Cat.   | Temp.         | 1.er GP       | 1.er Podio    | 1.ª Victoria      | Carreras | Victorias | Podios | Poles | V.Ráp. | Pts.  | CM |
| ------ | ------------- | ------------- | ------------- | ----------------- | -------- | --------- | ------ | ----- | ------ | ----- | -- |
| Moto2  | 2017–2022     | Italia 2017   | España 2019   | Países Bajos 2019 | 94       | 7         | 20     | 3     | 11     | 774.5 | 1  |
| MotoGP | 2023–Presente | Portugal 2023 |               |                   | 31       | 0         | 0      | 0     | 0      | 87    | 0  |
| Total  | 2018–presente | 2018–presente | 2018–presente | 2018–presente     | 125      | 7         | 20     | 3     | 11     | 861.5 | 0  |

#### Por temporada
| Temp. | Cat.   | Moto     | Equipo                      | N.º   | Carreras | Victorias | Podios | Poles | V.Ráp. | Pts.  | Pos. |
| ----- | ------ | -------- | --------------------------- | ----- | -------- | --------- | ------ | ----- | ------ | ----- | ---- |
| 2017  | Moto2  | Speed Up | Speed Up Racing             | 37    | 13       | 0         | 0      | 0     | 0      | 6     | 31.º |
| 2018  | Moto2  | Kalex    | Pons HP40                   | 40    | 12       | 0         | 0      | 0     | 1      | 45    | 18.º |
| 2019  | Moto2  | Kalex    | FlexBox HP 40               | 40    | 17       | 3         | 5      | 1     | 3      | 207   | 5.º  |
| 2020  | Moto2  | Kalex    | EG 0,0 Marc VDS             | 37    | 14       | 0         | 0      | 0     | 1      | 71    | 13.º |
| 2021  | Moto2  | Kalex    | Elf Marc VDS Racing Team    | 37    | 18       | 0         | 6      | 0     | 1      | 174   | 5.º  |
| 2022  | Moto2  | Kalex    | Red Bull KTM Ajo            | 37    | 20       | 4         | 9      | 2     | 5      | 271.5 | 1.º  |
| 2023  | MotoGP | KTM      | GasGas Factory Racing Tech3 | 37    | 20       | 0         | 0      | 0     | 0      | 71    | 17.º |
| 2024  | MotoGP | KTM      | GasGas Factory Racing Tech3 | 37    | 11       | 0         | 0      | 0     | 0      | 16    | 17.º |
| 2025  | MotoGP | Yamaha   | Prima Pramac Racing         |       |          |           |        |       |        | *     | *.°  |
| Total | Total  | Total    | Total                       | Total | 125      | 7         | 20     | 3     | 11     | 861.5 |      |

- * Temporada en curso.

#### Carreras por año
| Año  | Cat.   | Moto     | 1         | 2        | 3         | 4         | 5        | 6         | 7         | 8         | 9        | 10       | 11        | 12        | 13        | 14       | 15        | 16        | 17        | 18        | 19       | 20        | 21  | 22  | Pos. | Pts.  |
| ---- | ------ | -------- | --------- | -------- | --------- | --------- | -------- | --------- | --------- | --------- | -------- | -------- | --------- | --------- | --------- | -------- | --------- | --------- | --------- | --------- | -------- | --------- | --- | --- | ---- | ----- |
| 2017 | Moto2  | Speed Up | QAT       | ARG      | AME       | SPA       | FRA      | ITA 25    | CAT 21    | NED 19    | GER DSQ  | CZE 27   | AUT 16    | GBR 26    | RSM Ret   | ARA 22   | JPN 16    | AUS 17    | MAL 12    | VAL 14    |          |           |     |     | 31.º | 6     |
| 2018 | Moto2  | Kalex    | QAT       | ARG      | AME       | SPA       | FRA      | ITA       | CAT 14    | NED 12    | GER 15   | CZE 12   | AUT Ret   | GBR C     | RSM Ret   | ARA 13   | THA Ret   | JPN 6     | AUS 4     | MAL Ret   | VAL 8    |           |     |     | 18.º | 45    |
| 2019 | Moto2  | Kalex    | QAT 5     | ARG DNS  | AME       | SPA 3     | FRA 3    | ITA 5     | CAT 4     | NED 1     | GER 6    | CZE 8    | AUT 5     | GBR 1     | RSM 1     | ARA 22   | THA 4     | JPN 8     | AUS 19    | MAL 11    | VAL 6    |           |     |     | 5.º  | 207   |
| 2020 | Moto2  | Kalex    | QAT Ret   | SPA 13   | AND 13    | CZE 5     | AUT 8    | EST Ret   | RSM 5     | ERM 18    | CAT Ret  | FRA 4    | ARA 11    | TER 8     | EUR DNS   | VAL 15   | POR 8     |           |           |           |          |           |     |     | 13.º | 71    |
| 2021 | Moto2  | Kalex    | QAT 14    | DOH 6    | POR 5     | SPA Ret   | FRA Ret  | ITA Ret   | CAT 5     | GER Ret   | NED 3    | EST 3    | AUT 3     | GBR 6     | ARA 3     | RSM 6    | AME 4     | ERM 2     | ALG 9     | VAL 3     |          |           |     |     | 5.º  | 174   |
| 2022 | Moto2  | Kalex    | QAT 4     | INA 5    | ARG Ret   | AME 9     | POR Ret  | SPA 4     | FRA 1     | ITA 5     | CAT 3    | GER 1    | NED 1     | GBR 1     | AUT 5     | RSM 3    | ARA 3     | JPN 2     | THA 7     | AUS Ret   | MAL 4    | VAL 2     |     |     | 1.º  | 271.5 |
| 2023 | MotoGP | KTM      | POR 13Ret | ARG 1116 | AME 1016  | SPA 1317  | FRA 4Ret | ITA 1520  | GER 1114  | NED 1014  | GBR 118  | AUT 1417 | CAT 917   | RSM 1619  | IND Ret11 | JPN 712  | INA Ret13 | AUS RetC  | THA 17Ret | MAL 14    | QAT 159  | VAL Ret10 |     |     | 17.º | 71    |
| 2024 | MotoGP | KTM      | QAT 1718  | POR 1115 | AME 14Ret | SPA Ret7  | FRA 1317 | CAT Ret17 | ITA Ret17 | NED 1415  | GER 1416 | GBR 1613 | AUT 15Ret | ARA 1312  | RSM Ret16 | ERM 1820 | INA Ret   | JPN Ret15 | AUS 179   | THA Ret16 | MAL 1013 | SLD 1920  |     |     | 20.º | 27    |
| 2025 | MotoGP | Yamaha   | THA       | ARG      | AME 1318  | QAT Ret18 | SPA 1617 | FRA       | GBR       | ARA 13Ret | ITA      | NED      | GER       | CZE 18Ret | AUT       | HUN      | CAT       | RSM       | JPN       | INA       | AUS      | MAL       | POR | VAL | 24.º | 6     |

| Color     | Resultado                                                               |
| --------- | ----------------------------------------------------------------------- |
| Oro       | Ganador                                                                 |
| Plata     | 2.ª plaza                                                               |
| Bronce    | 3.ª plaza                                                               |
| Verde     | Finalizó en los puntos                                                  |
| Azul      | Finalizó sin puntos                                                     |
| Azul      | NC - No clasificado                                                     |
| Violeta   | Ret - No terminó (Carrera)                                              |
| Rojo      | DNQ - No se clasificó                                                   |
| Negro     | DSQ - Descalificado                                                     |
| Blanco    | DNS - No empezó (carrera)                                               |
| Blanco    | WD - Retirado (fin de semana)                                           |
| Blanco    | C - Carrera cancelada                                                   |
| Sin color | DNP - Inscrito pero no participó                                        |
| Sin color | INJ - Lesionado                                                         |
| Sin color | EX - Excluido                                                           |
| Estado    | Resultado                                                               |
| Negrita   | Pole position                                                           |
| Cursiva   | Vuelta rápida                                                           |
| x         | Posición en carrera sprint                                              |
| †         | Abandona, pero clasifica al completar el porcentaje requerido para ello |

## Títulos
| Predecesor: Remy Gardner | Campeón Mundial de Moto2 2022 | Sucesor: Pedro Acosta |